# Roma Calcio Femminile 2021-2022
Questa voce raccoglie le informazioni riguardanti la Società Sportiva Dilettantistica Roma Calcio Femminile nelle competizioni ufficiali della stagione 2021-2022.

## Rosa
Rosa, ruoli e numeri di maglia come da sito societario, integrati dal sito Football.it.
| N. |                     | Ruolo | Calciatrice         |
| -- | ------------------- | ----- | ------------------- |
| 1  | Italia (bandiera)   | P     | Valentina Casaroli  |
| 3  | Italia (bandiera)   | D     | Angela Orlando      |
| 6  | Italia (bandiera)   | C     | Giada Novelli       |
| 7  | Italia (bandiera)   | A     | Federica Bevilacqua |
| 8  | Svizzera (bandiera) | D     | Chiara Salm         |
| 10 | Malta (bandiera)    | C     | Martina Borg        |
| 11 | Italia (bandiera)   | C     | Federica Polverino  |
| 12 | Italia (bandiera)   | P     | Dalila Di Cicco     |
| 13 | Italia (bandiera)   | D     | Naomi Di Fazio      |
| 15 | Italia (bandiera)   | C     | Chiara Farnesi      |
| 17 | Italia (bandiera)   | A     | Ilaria Filippi      |
| 19 | Italia (bandiera)   | C     | Martina Peri        |
| 20 | Italia (bandiera)   | D     | Greta Mileto        |
| 21 | Italia (bandiera)   | C     | Filomena Chahid     |

| N. |                      | Ruolo | Calciatrice               |
| -- | -------------------- | ----- | ------------------------- |
| 22 | Italia (bandiera)    | P     | Flavia Draicchio          |
| 23 | Italia (bandiera)    | C     | Giulia Conti              |
| 24 | Italia (bandiera)    | A     | Lucrezia Brandizzi        |
| 25 | Italia (bandiera)    | D     | Maria Teresa Di Salvo     |
| 27 | Italia (bandiera)    | C     | Valeria Del Rosso         |
| 28 | Italia (bandiera)    | A     | Flavia Taveri             |
| 30 | Italia (bandiera)    | P     | Anastasia Scarozza        |
| 44 | Italia (bandiera)    | D     | Chiara Capitta            |
| 45 | Italia (bandiera)    | D     | Claudia Silvi             |
| 70 | Italia (bandiera)    | A     | Noemi Manno               |
|    | Indonesia (bandiera) | D     | Shalika Aurelia Viandrisa |
|    | Italia (bandiera)    | C     | Arianna Boldrini          |
|    | Italia (bandiera)    | A     | Anita Coda                |
|    | Italia (bandiera)    | A     | Giulia Grossi             |
|    | Lituania (bandiera)  | A     | Ugnė Lazdauskaitė         |

## Calciomercato

### Sessione estiva(dal 1º luglio al 2 settembre)
| Acquisti | Acquisti             | Acquisti          | Acquisti    |
| R.       | Nome                 | da                | Modalità    |
| -------- | -------------------- | ----------------- | ----------- |
| D        | Benedetta Maroni     | Brescia           | definitivo  |
| D        | Angela Orlando       | Cesena            | definitivo  |
| D        | Chiara Salm          | Young Boys        | definitivo  |
| C        | Martina Borg         | Torres            | definitivo  |
| C        | Ifigeneia Georgantzi | Lefkothea Latsion | definitivo  |
| C        | Giada Novelli        | Sassuolo          | in prestito |
| A        | Rola Badawiya        | CBU Lancers       | definitivo  |
| A        | Federica Bevilacqua  | Grifone           | definitivo  |
| A        | Noemi Manno          | Pomigliano        | definitivo  |

| Cessioni | Cessioni           | Cessioni  | Cessioni   |
| R.       | Nome               | a         | Modalità   |
| -------- | ------------------ | --------- | ---------- |
| A        | Julia Glaser       | Lazio     | definitivo |
| A        | Ana Lucía Martínez | Sampdoria |            |

### Sessione invernale
| Acquisti | Acquisti                  | Acquisti             | Acquisti    |
| R.       | Nome                      | da                   | Modalità    |
| -------- | ------------------------- | -------------------- | ----------- |
| D        | Shalika Aurelia Viandrisa |                      | definitivo  |
| C        | Arianna Boldrini          |                      | in prestito |
| C        | Valeria Del Rosso         |                      | definitivo  |
| A        | Anita Coda                | Pro Sesto            | definitivo  |
| A        | Giulia Grossi             | Roma                 | in prestito |
| A        | Ugnė Lazdauskaitė         | MFA Žalgiris Vilnius | definitivo  |
| A        | Maria Zecca               | Roma                 | definitivo  |

| Cessioni | Cessioni             | Cessioni | Cessioni |
| R.       | Nome                 | a        | Modalità |
| -------- | -------------------- | -------- | -------- |
| C        | Ifigeneia Georgantzi |          |          |
| A        | Rola Badawiya        |          |          |
| A        | Camilla Isabel Bedin | Latina   |          |

## Risultati

### Serie B

#### Girone di andata
| Arbitro: | Bortolussi (Nichelino) |

|                                        |           |                                       |
| Velati 28’ R. Picchi 35’ Vavassori 45’ | Marcatori | 43’ Novelli 68’ Orlando 80’ Polverino |

| Roma 10 novembre 2021, ore 15:00 CET 2ª giornata | Roma CF                  | 0 – 0 referto referto 2 | Tavagnacco | Centro sportivo Certosa\| Arbitro: \| Manzo (Torre Annunziata) \| |
| Arbitro:                                         | Manzo (Torre Annunziata) |                         |            |                                                                   |

| Arbitro: | Pistarelli (Fermo) |

|                                     |           |  |
| Menín 3’ Fusar Poli 15’ Marrone 77’ | Marcatori |  |

| Arbitro: | Esposito (Ercolano) |

|  |           |                              |
|  | Marcatori | 8’, 43’, 85’ Costi 89’ Galli |

| Arbitro: | Martini (Valdarno) |

|                                     |           |          |
| Ligi 56’ Benedetti 59’ Burbassi 61’ | Marcatori | 1’ Manno |

| Arbitro: | Bianchini (Terni) |

|  |           |              |
|  | Marcatori | 81’ Possenti |

| Arbitro: | Balducci (Empoli) |

|                             |           |              |
| Silvi 35’ Badawiya 56’, 90’ | Marcatori | 61’ Bonacini |

| Arbitro: | Costa (Catanzaro) |

|             |           |             |
| Lazzara 16’ | Marcatori | 61’ Filippi |

| Arbitro: | Nigro (Prato) |

|                      |           |          |
| Polverino 86’ (rig.) | Marcatori | 54’ Boni |

| Arbitro: | Gandino (Alessandria) |

|                                     |           |             |
| Brayda 3’ Hjohlman 13’ L. Merli 33’ | Marcatori | 40’ Orlando |

| Arbitro: | Russo (Torre Annunziata) |

|             |           |            |
| Lišková 34’ | Marcatori | 36’ Zorzan |

| Arbitro: | Foresti (Bergamo) |

|                                 |           |                  |
| Marenić 32’ Lombardo 53’ (rig.) | Marcatori | 63’ Lazdauskaitė |

| Arbitro: | Moretti (Firenze) |

|  |           |                                                        |
|  | Marcatori | 9’ Hilaj 14’, 80’ Carp 23’, 30’ M. Picchi 28’ Rigaglia |

#### Girone di ritorno
| Arbitro: | Gallo (Castellammare di Stabia) |

|                  |           |            |
| Lazdauskaitė 12’ | Marcatori | 61’ Picchi |

| Tavagnacco 6 febbraio 2022, ore 14:30 CET 15ª giornata | Tavagnacco          | 0 – 0 referto referto 2 | Roma CF | Stadio comunale\| Arbitro: \| Migliorini (Verona) \| |
| Arbitro:                                               | Migliorini (Verona) |                         |         |                                                      |

| Arbitro: | Mihalache (Terni) |

|          |           |                               |
| Coda 27’ | Marcatori | 7’, 55’ Barbieri 88’ Cecchini |

| Arbitro: | Bracaccini (Macerata) |

|             |           |  |
| Geōrgiou 3’ | Marcatori |  |

| Arbitro: | Picardi (Viareggio) |

|                                          |           |                                       |
| Lazdauskaitė 53’ (rig.), 62’ (rig.), 72’ | Marcatori | 2’ Benedetti 15’ Gianesin 66’ Morucci |

| Arbitro: | Colaninno (Nola) |

|                       |           |  |
| Fracas 32’ Ploner 59’ | Marcatori |  |

| Arbitro: | Criscuolo (Torre Annunziata) |

|             |           |  |
| Riboldi 75’ | Marcatori |  |

| Arbitro: | Mancini (Pistoia) |

|  |           |          |
|  | Marcatori | 35’ Piro |

| Arbitro: | Zambetti (Lovere) |

|                                                             |           |  |
| Boni 18’, 24’, 36’ Ol'chovik 34’ Peretti 65’ Mascanzoni 77’ | Marcatori |  |

| Arbitro: | Maione (Ercolano) |

|  |           |                                |
|  | Marcatori | 33’, 49’ Brayda 75’, 89’ Magri |

| Arbitro: | Pizzi (Bergamo) |

|                  |           |                  |
| Begal 89’ (rig.) | Marcatori | 87’ Lazdauskaitė |

| Arbitro: | Marra (Agropoli) |

|  |           |                   |
|  | Marcatori | 10’, 68’ Lombardo |

| Arbitro: | Chieppa (Biella) |

|                                                       |           |  |
| Rigaglia 33’, 53’ Rizzon 36’ (rig.) Di Luzio 43’, 80’ | Marcatori |  |

### Coppa Italia
| Arbitro: | Cardella (Torre del Greco) |

|                         |           |                                    |
| Silvi 10’ Orlando 90+7’ | Marcatori | 17’, 31’ Spyridonidou 39’ Fedotova |

| Arbitro: | Eremitaggio (Ancona) |

|              |           |                                                                       |
| Badawiya 57’ | Marcatori | 17’, 23’ Caruso 18’, 69’ Hurtig 20’ Bonfantini 43’, 46’, 49’ Stašková |

## Statistiche

### Statistiche di squadra
| Competizione | Punti | In casa | In casa | In casa | In casa | In casa | In casa | In trasferta | In trasferta | In trasferta | In trasferta | In trasferta | In trasferta | Totale | Totale | Totale | Totale | Totale | Totale | DR  |
| Competizione | Punti | G       | V       | N       | P       | Gf      | Gs      | G            | V            | N            | P            | Gf           | Gs           | G      | V      | N      | P      | Gf     | Gs     | DR  |
| ------------ | ----- | ------- | ------- | ------- | ------- | ------- | ------- | ------------ | ------------ | ------------ | ------------ | ------------ | ------------ | ------ | ------ | ------ | ------ | ------ | ------ | --- |
| Serie B      | 12    | 13      | 1       | 5       | 7       | 10      | 28      | 13           | 0            | 4            | 9            | 8            | 31           | 26     | 1      | 9      | 16     | 18     | 59     | -41 |
| Coppa Italia | -     | 2       | 0       | 0       | 2       | 3       | 11      | -            | -            | -            | -            | -            | -            | 2      | 0      | 0      | 2      | 3      | 11     | -8  |
| Totale       | -     | 15      | 1       | 5       | 9       | 13      | 39      | 13           | 0            | 4            | 9            | 8            | 31           | 28     | 1      | 9      | 18     | 21     | 70     | -49 |

### Andamento in campionato
| Giornata  | 1 | 2 | 3 | 4 | 5 | 6 | 7 | 8 | 9 | 10 | 11 | 12 | 13 | 14 | 15 | 16 | 17 | 18 | 19 | 20 | 21 | 22 | 23 | 24 | 25 | 26 |
| --------- | - | - | - | - | - | - | - | - | - | -- | -- | -- | -- | -- | -- | -- | -- | -- | -- | -- | -- | -- | -- | -- | -- | -- |
| Luogo     | T | C | T | C | T | C | C | T | C | T  | C  | T  | C  | C  | T  | C  | T  | C  | T  | T  | C  | T  | C  | T  | C  | T  |
| Risultato | N | N | P | P | P | P | V | N | N | P  | N  | P  | P  | N  | N  | P  | P  | N  | P  | P  | P  | P  | P  | N  | P  | P  |
| Posizione | 5 | 8 |   |   |   |   |   |   |   |    |    | 12 |    |    |    | 14 | 14 | 14 | 14 | 14 | 14 | 14 | 14 | 14 | 14 | 14 |

Legenda:

Luogo: C = Casa; T = Trasferta. Risultato: V = Vittoria; N = Pareggio; P = Sconfitta.

### Statistiche delle giocatrici
| Giocatore            | Serie B  | Serie B | Serie B     | Serie B    | Coppa Italia | Coppa Italia | Coppa Italia | Coppa Italia | Totale   | Totale | Totale      | Totale     |
| Giocatore            | Presenze | Reti    | Ammonizioni | Espulsioni | Presenze     | Reti         | Ammonizioni  | Espulsioni   | Presenze | Reti   | Ammonizioni | Espulsioni |
| -------------------- | -------- | ------- | ----------- | ---------- | ------------ | ------------ | ------------ | ------------ | -------- | ------ | ----------- | ---------- |
| R. Badawiya          | 10       | 2       | 0           | 0          | 1+           | 1            | 0            | 0            | 11+      | 3      | 0           | 0          |
| C. Bedin             | 1        | 0       | 0           | 0          | -            | -            | -            | -            | 1        | 0      | 0           | 0          |
| F. Bevilacqua        | 21       | 0       | 2           | 0          | -            | -            | -            | -            | 21       | 0      | 2           | 0          |
| F. Boldrini          | 4        | 0       | 0           | 1          | -            | -            | -            | -            | 4        | 0      | 0           | 1          |
| M. Borg              | 21       | 0       | 1           | 0          | -            | -            | -            | -            | 21       | 0      | 1           | 0          |
| L. Brandizzi         | 8        | 0       | 0           | 0          | -            | -            | -            | -            | 8        | 0      | 0           | 0          |
| C. Capitta           | 0        | 0       | 0           | 0          | 0            | 0            | 0            | 0            | 0        | 0      | 0           | 0          |
| V. Casaroli          | 24       | -53     | 4           | 0          | 1+           | -3           | 0            | 0            | 25+      | -56    | 4           | 0          |
| F. Chahid            | 0        | 0       | 0           | 0          | 0            | 0            | 0            | 0            | 0        | 0      | 0           | 0          |
| A. Coda              | 12       | 0       | 0           | 0          | -            | -            | -            | -            | 12       | 0      | 0           | 0          |
| G. Conti             | 9        | 0       | 0           | 0          | 1+           | 0            | 0            | 0            | 10+      | 0      | 0           | 0          |
| V. Del Rosso         | 11       | 0       | 0           | 0          | 0            | 0            | 0            | 0            | 11       | 0      | 0           | 0          |
| D. Di Cicco          | 4        | -6      | 0           | 0          | 1+           | -5           | 0            | 0            | 5+       | -11    | 0           | 0          |
| N. Di Fazio          | 25       | 0       | 4           | 1          | 1+           | 0            | 0            | 0            | 26+      | 0      | 4           | 1          |
| M. T. Di Salvo       | 10       | 0       | 0           | 1          | 1+           | 0            | 0            | 0            | 11+      | 0      | 0           | 1          |
| F. Draicchio         | 0        | 0       | 0           | 0          | -            | -            | -            | -            | 0        | 0      | 0           | 0          |
| M. Espa              | 0        | 0       | 0           | 0          | -            | -            | -            | -            | 0        | 0      | 0           | 0          |
| C. Farnesi           | 14       | 0       | 0           | 0          | 1+           | 0            | 0            | 0            | 15+      | 0      | 0           | 0          |
| I. Filippi           | 14       | 1       | 6           | 0          | 1+           | 0            | 0            | 0            | 15+      | 1      | 6           | 0          |
| I. Georgantzi        | 2        | 0       | 6           | 0          | -            | -            | -            | -            | 2        | 0      | 6           | 0          |
| G. Grossi            | 12       | 0       | 0           | 0          | -            | -            | -            | -            | 12       | 0      | 0           | 0          |
| U. Lazdauskaitė      | 15       | 6       | 0           | 0          | -            | -            | -            | -            | 15       | 6      | 0           | 0          |
| S. Lišková           | 2        | 1       | 0           | 0          | 1+           | 0            | 0            | 0            | 3+       | 1      | 0           | 0          |
| N. Manno             | 22       | 1       | 0           | 0          | 1+           | 0            | 0            | 0            | 23+      | 1      | 0           | 0          |
| G. Mileto            | 0        | 0       | 0           | 0          | -            | -            | -            | -            | 0        | 0      | 0           | 0          |
| G. Novelli           | 15       | 1       | 1           | 0          | 1+           | 0            | 0            | 0            | 16+      | 1      | 1           | 0          |
| A. Orlando           | 23       | 2       | 7           | 0          | 2            | 1            | 0            | 0            | 25       | 3      | 7           | 0          |
| M. Peri              | 20       | 1       | 0           | 0          | 1+           | 0            | 0            | 0            | 21+      | 1      | 0           | 0          |
| F. Polverino         | 20       | 1       | 0           | 0          | 1+           | 0            | 0            | 0            | 21+      | 1      | 0           | 0          |
| C. Salm              | 26       | 0       | 0           | 0          | 1+           | 0            | 0            | 0            | 27+      | 0      | 0           | 0          |
| A. Scarozza          | 0        | 0       | 0           | 0          | 0            | 0            | 0            | 0            | 0        | 0      | 0           | 0          |
| C. Silvi             | 23       | 1       | 4           | 1          | 2            | 1            | 0            | 0            | 25       | 2      | 4           | 1          |
| F. Taveri            | 4        | 0       | 0           | 0          | -            | -            | -            | -            | 4        | 0      | 0           | 0          |
| G. Vergari           | 3        | 0       | 0           | 0          | -            | -            | -            | -            | 3        | 0      | 0           | 0          |
| S. Aurelia Viandrisa | 7        | 0       | 0           | 0          | -            | -            | -            | -            | 7        | 0      | 0           | 0          |
| M. Zecca             | 1        | 0       | 0           | 0          | -            | -            | -            | -            | 1        | 0      | 0           | 0          |